# Sainte-Marie (Hautes-Alpes)
Sainte-Marie korábbi község (település) Franciaországban, Hautes-Alpes megyében. Lakosainak száma 37 fő (2018. január 1.). Sainte-Marie Bruis, La Charce és Pommerol községekkel határos.
2017. január 1-jén Bruis és Montmorin községgel egyesült és delegált község státusszal Valdoule új község része lett.

## Népesség
A település népessége az elmúlt években az alábbi módon változott:
| Lakosok száma | 68   | 60   | 52   | 42   | 48   | 43   | 40   | 40   | 38   | 37   |
|               | 1968 | 1975 | 1982 | 1990 | 1999 | 2011 | 2013 | 2015 | 2017 | 2018 |